# BTCC 2020
La stagione 2020 del British Touring Car Championship è stata la sessantatreesima edizione del campionato gestito dalla ToCA. La competizione, il cui calendario è stato più volte posticipato a causa della pandemia di COVID-19 del 2019-2021, è iniziata il 2 agosto a Donington Park ed è terminata il 15 novembre a Brands Hatch. Ashley Sutton, su Infiniti Q50, si è aggiudicato il titolo piloti assoluto e il titolo piloti privati, mentre la BMW si è aggiudicata il titolo costruttori e il Team BMW si è aggiudicato il titolo scuderie. La Laser Tools Racing si è aggiudicata il titolo scuderie private, mentre Michael Crees, su Honda Civic Type R si è aggiudicato il trofeo Jack Sears e Colin Turkington, su BMW 330i MSport, si è aggiudicato il premio Wingfoot.

## Piloti e scuderie
| Scuderia                                 | Vettura                            | #   | Pilota           | Classe | Gare     |
| ---------------------------------------- | ---------------------------------- | --- | ---------------- | ------ | -------- |
| Team BMW                                 | BMW 330i MSport                    | 1   | Colin Turkington | U      | 1-9      |
| Team BMW                                 | BMW 330i MSport                    | 15  | Tom Oliphant     | U      | 1-9      |
| BTC Racing                               | Honda Civic Type R                 | 3   | Tom Chilton      | P      | 1-9      |
| BTC Racing                               | Honda Civic Type R                 | 66  | Josh Cook        | P      | 1-9      |
| The Clever Baggers with BTC Racing       | Honda Civic Type R                 | 777 | Michael Crees    | P      | 1-9      |
| MB Motorsport accelerated by Blue Square | Honda Civic Type R                 | 4   | Sam Osborne      | P      | 1-9      |
| MB Motorsport accelerated by Blue Square | Honda Civic Type R                 | 24  | Jake Hill        | P      | 1-9      |
| Motorbase Performance                    | Ford Focus ST                      | 6   | Rory Butcher     | P      | 1-9      |
| Motorbase Performance                    | Ford Focus ST                      | 44  | Andy Neate       | P      | 1-9      |
| Motorbase Performance                    | Ford Focus ST                      | 48  | Ollie Jackson    | P      | 1-9      |
| RCIB Insurance with Fox Transport        | Volkswagen CC                      | 8   | Tom Onslow-Cole  | P      | 5-6      |
| RCIB Insurance with Fox Transport        | Volkswagen CC                      | 21  | Mike Bushell     | P      | 7        |
| RCIB Insurance with Fox Transport        | Volkswagen CC                      | 31  | Jack Goff        | P      | 1-9      |
| RCIB Insurance with Fox Transport        | Volkswagen CC                      | 34  | Ollie Brown      | P      | 1-3      |
| RCIB Insurance with Fox Transport        | Volkswagen CC                      | 210 | Glynn Geddie     | P      | 8-9      |
| ROKiT Racing with Team HARD              | Volkswagen CC                      | 28  | Nicolas Hamilton | P      | 1-3, 5-9 |
| HUB Financial Solutions with Team HARD   | BMW 125i MSport                    | 41  | Carl Boardley    | P      | 1-9      |
| Power Maxed Car Care Racing              | Vauxhall Astra                     | 9   | Jade Edwards     | P      | 6        |
| Power Maxed Car Care Racing              | Vauxhall Astra                     | 11  | Rob Austin       | P      | 5        |
| Power Maxed Car Care Racing              | Vauxhall Astra                     | 13  | Bradley Philpot  | P      | 9        |
| Power Maxed Car Care Racing              | Vauxhall Astra                     | 21  | Mike Bushell     | P      | 3-4      |
| Power Maxed Car Care Racing              | Vauxhall Astra                     | 29  | Jac Constable    | P      | 7        |
| Power Maxed Car Care Racing              | Vauxhall Astra                     | 121 | Jessica Hawkins  | P      | 8        |
| Team Parker Racing                       | BMW 125i MSport                    | 12  | Stephen Jelley   | P      | 1-9      |
| Laser Tools Racing                       | Infiniti Q50                       | 16  | Aiden Moffat     | P      | 1-9      |
| Laser Tools Racing                       | Infiniti Q50                       | 116 | Ashley Sutton    | P      | 1-9      |
| Excelr8 Motorsport                       | Hyundai i30 Fastback N Performance | 18  | Senna Proctor    | P      | 1-9      |
| Excelr8 Motorsport                       | Hyundai i30 Fastback N Performance | 22  | Chris Smiley     | P      | 1-9      |
| GKR TradePriceCars.com                   | Audi S3 Sedan                      | 19  | Bobby Thompson   | P      | 1-9      |
| GKR TradePriceCars.com                   | Audi S3 Sedan                      | 180 | James Gornall    | P      | 1-6      |
| GKR TradePriceCars.com                   | Audi S3 Sedan                      | 222 | Paul Rivett      | P      | 8-9      |
| Halfords Yuasa Racing                    | Honda Civic Type R                 | 25  | Matt Neal        | U      | 1-9      |
| Halfords Yuasa Racing                    | Honda Civic Type R                 | 27  | Dan Cammish      | U      | 1-9      |
| Carlube TripleR Racing with Mac Tools    | Mercedes-Benz Classe A             | 32  | Jack Butel       | P      | 1-9      |
| Carlube TripleR Racing with Mac Tools    | Mercedes-Benz Classe A             | 33  | Adam Morgan      | P      | 1-9      |
| Toyota Gazoo Racing UK with Ginsters     | Toyota Corolla                     | 80  | Tom Ingram       | U      | 1-9      |

| Icona | Classe    |
| ----- | --------- |
| U     | Ufficiale |
| P     | Privato   |

## Calendario
| Gara | Gara | Circuito                   | Data         |
| ---- | ---- | -------------------------- | ------------ |
| 1    | G1   | Circuito di Donington Park | 2 agosto     |
| 1    | G2   | Circuito di Donington Park | 2 agosto     |
| 1    | G3   | Circuito di Donington Park | 2 agosto     |
| 2    | G4   | Circuito di Brands Hatch   | 9 agosto     |
| 2    | G5   | Circuito di Brands Hatch   | 9 agosto     |
| 2    | G6   | Circuito di Brands Hatch   | 9 agosto     |
| 3    | G7   | Circuito di Oulton Park    | 23 agosto    |
| 3    | G8   | Circuito di Oulton Park    | 23 agosto    |
| 3    | G9   | Circuito di Oulton Park    | 23 agosto    |
| 4    | G10  | Circuito di Knockhill      | 30 agosto    |
| 4    | G11  | Circuito di Knockhill      | 30 agosto    |
| 4    | G12  | Circuito di Knockhill      | 30 agosto    |
| 5    | G13  | Circuito di Thruxton       | 20 settembre |
| 5    | G14  | Circuito di Thruxton       | 20 settembre |
| 5    | G15  | Circuito di Thruxton       | 20 settembre |
| 6    | G16  | Circuito di Silverstone    | 27 settembre |
| 6    | G17  | Circuito di Silverstone    | 27 settembre |
| 6    | G18  | Circuito di Silverstone    | 27 settembre |
| 7    | G19  | Circuito di Croft          | 11 ottobre   |
| 7    | G20  | Circuito di Croft          | 11 ottobre   |
| 7    | G21  | Circuito di Croft          | 11 ottobre   |
| 8    | G22  | Circuito di Snetterton     | 25 ottobre   |
| 8    | G23  | Circuito di Snetterton     | 25 ottobre   |
| 8    | G24  | Circuito di Snetterton     | 25 ottobre   |
| 9    | G25  | Circuito di Brands Hatch   | 15 novembre  |
| 9    | G26  | Circuito di Brands Hatch   | 15 novembre  |
| 9    | G27  | Circuito di Brands Hatch   | 15 novembre  |

## Risultati e classifiche

### Gare
| Gara | Circuito       | Pole position    | Giro veloce      | Pilota vincitore | Scuderia vincitrice                   | Vincitore privato | Vincitore JST  |
| ---- | -------------- | ---------------- | ---------------- | ---------------- | ------------------------------------- | ----------------- | -------------- |
| 1    | Donington Park | Colin Turkington | Ashley Sutton    | Dan Cammish      | Halfords Yuasa Racing                 | Rory Butcher      | Sam Osborne    |
| 2    | Donington Park |                  | Ashley Sutton    | Colin Turkington | Team BMW                              | Rory Butcher      | Michael Crees  |
| 3    | Donington Park |                  | Ashley Sutton    | Ashley Sutton    | Laser Tools Racing                    | Ashley Sutton     | Michael Crees  |
| 4    | Brands Hatch   | Rory Butcher     | Josh Cook        | Dan Cammish      | Halfords Yuasa Racing                 | Ollie Jackson     | Michael Crees  |
| 2    | Brands Hatch   |                  | Tom Ingram       | Colin Turkington | Team BMW                              | Ashley Sutton     | James Gornall  |
| 3    | Brands Hatch   |                  | Josh Cook        | Tom Oliphant     | Team BMW                              | Ashley Sutton     | James Gornall  |
| 7    | Oulton Park    | Rory Butcher     | Tom Ingram       | Rory Butcher     | Motorbase Performance                 | Rory Butcher      | Michael Crees  |
| 8    | Oulton Park    |                  | Ashley Sutton    | Ashley Sutton    | Laser Tools Racing                    | Ashley Sutton     | Bobby Thompson |
| 9    | Oulton Park    |                  | Colin Turkington | Adam Morgan      | Carlube TripleR Racing with Mac Tools | Adam Morgan       | Sam Osborne    |
| 10   | Knockhill      | Ashley Sutton    | Ashley Sutton    | Ashley Sutton    | Laser Tools Racing                    | Ashley Sutton     | Carl Boardley  |
| 11   | Knockhill      |                  | Ashley Sutton    | Ashley Sutton    | Laser Tools Racing                    | Ashley Sutton     | Carl Boardley  |
| 12   | Knockhill      |                  | Rory Butcher     | Rory Butcher     | Motorbase Performance                 | Rory Butcher      | Michael Crees  |
| 13   | Thruxton       | Dan Cammish      | Tom Ingram       | Tom Ingram       | Toyota Gazoo Racing UK with Ginsters  | Adam Morgan       | Michael Crees  |
| 14   | Thruxton       |                  | Dan Cammish      | Tom Ingram       | Toyota Gazoo Racing UK with Ginsters  | Ashley Sutton     | Michael Crees  |
| 15   | Thruxton       |                  | Josh Cook        | Josh Cook        | BTC Racing                            | Josh Cook         | Bobby Thompson |
| 16   | Silverstone    | Dan Cammish      | Dan Cammish      | Dan Cammish      | Halfords Yuasa Racing                 | Rory Butcher      | Carl Boardley  |
| 17   | Silverstone    |                  | Ashley Sutton    | Colin Turkington | Team BMW                              | Adam Morgan       | Sam Osborne    |
| 18   | Silverstone    |                  | Ashley Sutton    | Ollie Jackson    | Motorbase Performance                 | Ollie Jackson     | Bobby Thompson |
| 19   | Croft          | Josh Cook        | Josh Cook        | Josh Cook        | BTC Racing                            | Josh Cook         | Bobby Thompson |
| 20   | Croft          |                  | Rory Butcher     | Josh Cook        | BTC Racing                            | Josh Cook         | Bobby Thompson |
| 21   | Croft          |                  | Colin Turkington | Tom Ingram       | Toyota Gazoo Racing UK with Ginsters  | Tom Chilton       | Sam Osborne    |
| 22   | Snetterton     | Rory Butcher     | Colin Turkington | Colin Turkington | Team BMW                              | Jake Hill         | Michael Crees  |
| 23   | Snetterton     |                  | Colin Turkington | Colin Turkington | Team BMW                              | Ashley Sutton     | Michael Crees  |
| 24   | Snetterton     |                  | Tom Ingram       | Ollie Jackson    | Motorbase Performance                 | Ollie Jackson     | Michael Crees  |
| 25   | Brands Hatch   | Tom Ingram       | Ashley Sutton    | Dan Cammish      | Halfords Yuasa Racing                 | Ashley Sutton     | Paul Rivett    |
| 26   | Brands Hatch   |                  | Ashley Sutton    | Ashley Sutton    | Laser Tools Racing                    | Ashley Sutton     | Michael Crees  |
| 27   | Brands Hatch   |                  | Dan Cammish      | Rory Butcher     | Motorbase Performance                 | Rory Butcher      | Michael Crees  |

## Classifiche

### Classifica piloti
| Pos. | Costruttore      | DON | DON | DON | BHI | BHI | BHI | OUL | OUL | OUL | KNO | KNO | KNO | THR | THR | THR | SIL | SIL | SIL | CRO | CRO | CRO | SNE | SNE | SNE | BHGP | BHGP | BHGP | Punti |
| ---- | ---------------- | --- | --- | --- | --- | --- | --- | --- | --- | --- | --- | --- | --- | --- | --- | --- | --- | --- | --- | --- | --- | --- | --- | --- | --- | ---- | ---- | ---- | ----- |
| 1    | Ashley Sutton    | 14  | 5   | 1   | 6   | 3   | 2   | 8   | 1   | 4   | 1   | 1   | 11  | 5   | 4   | 4   | 5   | 26  | 3   | 4   | 20  | 5   | 5   | 3   | 4   | 2    | 1    | 6    | 350   |
| 2    | Colin Turkington | 2   | 1   | 10  | 2   | 1   | 5   | 4   | 3   | 2   | 2   | 2   | 9   | NC  | 13  | 8   | 4   | 1   | 10  | 3   | Rit | NC  | 1   | 1   | 3   | 9    | 4    | 9    | 336   |
| 3    | Dan Cammish      | 1   | 6   | 7   | 1   | 19  | Rit | 2   | 4   | 15  | 6   | 4   | 6   | 2   | 2   | 10  | 1   | 2   | 4   | 10  | 5   | 2   | 6   | 6   | 6   | 1    | 3    | 4    | 334   |
| 4    | Tom Ingram       | 4   | 4   | 6   | 4   | 2   | Rit | 6   | 5   | Rit | 4   | 3   | 10  | 1   | 1   | 5   | 2   | 25  | Rit | 13  | 4   | 1   | 2   | 2   | 8   | 3    | 2    | 2    | 326   |
| 5    | Rory Butcher     | 3   | 2   | 11  | Rit | 4   | Rit | 1   | 2   | 8   | 5   | 10  | 1   | 6   | 5   | 3   | 3   | 14  | Rit | 5   | 19  | 11  | 4   | 4   | 5   | 4    | 10   | 1    | 286   |
| 6    | Tom Oliphant     | 6   | 3   | 9   | 8   | 7   | 1   | 12  | 6   | 3   | 8   | 6   | 4   | 8   | 6   | 6   | Rit | 9   | 2   | 11  | 7   | 6   | 14  | 11  | 12  | 10   | 15   | 13   | 228   |
| 7    | Jake Hill        | Rit | Rit | NC  | 10  | Rit | Rit | 3   | 7   | 7   | 3   | 8   | 5   | 22  | 11  | 9   | 7   | 7   | 15  | 2   | 3   | 7   | 3   | 5   | 9   | 6    | 7    | 3    | 212   |
| 8    | Adam Morgan      | 12  | 8   | 4   | 11  | 6   | Rit | 7   | 9   | 1   | 12  | 14  | 14  | 4   | Rit | Rit | 6   | 3   | 5   | 9   | 13  | 13  | 7   | 9   | 2   | 11   | 6    | 5    | 206   |
| 9    | Josh Cook        | 13  | 10  | 3   | 21  | Rit | 17  | SQ  | 21  | 11  | Rit | Rit | 15  | 9   | 8   | 1   | 10  | 6   | 7   | 1   | 1   | 8   | 8   | 7   | 7   | 8    | 9    | 7    | 196   |
| 10   | Tom Chilton      | 10  | 13  | 12  | 5   | Rit | 8   | 5   | 8   | 5   | 11  | 7   | 3   | 7   | 7   | 2   | 15  | 11  | 9   | 6   | 6   | 3   | 16  | 16  | 17  | 12   | 18   | 11   | 184   |
| 11   | Matt Neal        | 5   | 7   | 8   | Rit | Rit | 6   | NC  | 13  | NC  | 7   | 15  | 12  | 3   | 3   | 7   | 8   | 4   | 11  | 7   | 2   | 4   | 13  | 12  | 13  | 7    | 16   | 14   | 181   |
| 12   | Ollie Jackson    | 17  | 11  | 5   | 3   | 5   | Rit | 13  | 15  | 19  | 16  | 13  | Rit | 14  | 14  | 13  | 13  | 8   | 1   | 14  | Rit | 12  | 21  | 8   | 1   | 5    | 5    | 10   | 152   |
| 13   | Senna Proctor    | Rit | NP  | Rit | 7   | 8   | 9   | 10  | 11  | 6   | 13  | 11  | 2   | 11  | 10  | 12  | 14  | 10  | 6   | 18  | 9   | 9   | 9   | 13  | 10  | 19   | 8    | 19   | 141   |
| 14   | Chris Smiley     | 8   | 12  | 2   | 15  | 13  | Rit | 9   | 14  | 9   | 14  | 9   | 7   | 13  | 16  | 16  | 16  | 15  | 13  | 12  | 12  | 19  | 11  | 10  | 23  | 13   | 11   | 12   | 106   |
| 15   | Aiden Moffat     | 15  | 20  | 17  | 18  | 12  | 4   | 17  | 16  | 10  | 9   | 5   | 8   | 15  | 18  | NC  | 11  | 5   | 8   | 16  | 11  | 10  | 27  | NC  | 11  | 14   | 12   | 8    | 105   |
| 16   | Stephen Jelley   | 9   | 9   | 18  | 9   | 9   | 3   | 20  | 20  | Rit | 10  | Rit | 13  | 20  | 17  | 17  | 9   | 20  | 18  | 15  | 10  | 14  | 12  | 17  | 16  | 16   | 17   | Rit  | 72    |
| 17   | Michael Crees    | 16  | 14  | 13  | 12  | Rit | 11  | 11  | 12  | Rit | 17  | 17  | 16  | 10  | 9   | 21  | Rit | Rit | Rit | 22  | Rit | Rit | 10  | 14  | 14  | 20   | 13   | 15   | 50    |
| 18   | Bobby Thompson   | 11  | 17  | 15  | 14  | Rit | 12  | 14  | 10  | 18  | 18  | SQ  | 19  | 17  | Rit | 15  | 18  | 13  | 12  | 8   | 8   | Rit |     |     |     |      |      |      | 44    |
| 19   | Sam Osborne      | 7   | Rit | Rit | 24  | 16  | 10  | 16  | 17  | 12  | 19  | 18  | Rit | NC  | 22  | 20  | 17  | 12  | 20  | Rit | 14  | 15  | 17  | 15  | Rit | Rit  | 14   | Rit  | 29    |
| 20   | James Gornall    | Rit | NP  | 16  | 13  | 10  | 7   | 18  | Rit | 21  | Rit | 20  | 18  | 18  | Rit | NP  | 22  | 16  | Rit |     |     |     |     |     |     |      |      |      | 18    |
| 21   | Carl Boardley    | 19  | 15  | 14  | 16  | 15  | 16  | Rit | 25  | 14  | 15  | 12  | 17  | Rit | 19  | Rit | 12  | 23  | 14  | 20  | NP  | 22  | 15  | 24  | 18  | 24   | Rit  | 23   | 18    |
| 22   | Rob Austin       |     |     |     |     |     |     |     |     |     |     |     |     | 12  | 12  | 11  |     |     |     |     |     |     |     |     |     |      |      |      | 13    |
| 23   | Jack Goff        | 18  | 16  | Rit | 17  | 11  | Rit | Rit | 18  | 13  | Rit | 19  | 21  | 16  | 15  | 14  | Rit | 19  | 16  | 17  | 18  | 18  | 18  | Rit | 19  | 17   | 20   | 16   | 11    |
| 24   | Ollie Brown      | 21  | Rit | 22  | 20  | 20  | 13  | 22  | 22  | Rit |     |     |     |     |     |     |     |     |     |     |     |     |     |     |     |      |      |      | 3     |
| 25   | Andy Neate       | 20  | 18  | 19  | 19  | 14  | 18  | 15  | 19  | 20  | Rit | Rit | 20  | SQ  | SQ  | SQ  | 21  | 22  | Rit | 21  | 16  | 16  | 26  | 22  | Rit | 18   | 21   | Rit  | 3     |
| 26   | Jack Butel       | 22  | 19  | 20  | 23  | 18  | 14  | 19  | 24  | 16  | 20  | 21  | 22  | 19  | 20  | 18  | 20  | 17  | 17  | Rit | 17  | 20  | 20  | 20  | 24  | 23   | 19   | 21   | 2     |
| 27   | Mike Bushell     |     |     |     |     |     |     | 21  | 26  | 17  | 21  | 16  | Rit |     |     |     |     |     |     | 19  | 15  | 17  |     |     |     |      |      |      | 1     |
| 28   | Paul Rivett      |     |     |     |     |     |     |     |     |     |     |     |     |     |     |     |     |     |     |     |     |     | 19  | 23  | 21  | 15   | 23   | 17   | 1     |
| 29   | Nicolas Hamilton | Rit | Rit | 21  | 22  | 17  | 15  | Rit | 23  | Rit |     |     |     | Rit | Rit | Rit | 24  | 24  | 21  | Rit | NP  | 21  | 23  | Rit | NP  | Rit  | 25   | 20   | 1     |
| 30   | Glynn Geddie     |     |     |     |     |     |     |     |     |     |     |     |     |     |     |     |     |     |     |     |     |     | 25  | 18  | 15  | Rit  | Rit  | 18   | 1     |
| 31   | Tom Onslow-Cole  |     |     |     |     |     |     |     |     |     |     |     |     | 21  | 21  | 19  | 19  | 18  | 19  |     |     |     |     |     |     |      |      |      | 0     |
| 32   | Ethan Hammerton  |     |     |     |     |     |     |     |     |     |     |     |     |     |     |     |     |     |     |     |     |     | 24  | 19  | 22  | 22   | 24   | 24   | 0     |
| 33   | Jessica Hawkins  |     |     |     |     |     |     |     |     |     |     |     |     |     |     |     |     |     |     |     |     |     | 22  | 21  | 20  |      |      |      | 0     |
| 34   | Bradley Philpot  |     |     |     |     |     |     |     |     |     |     |     |     |     |     |     |     |     |     |     |     |     |     |     |     | 21   | 22   | 22   | 0     |
| 35   | Jade Edwards     |     |     |     |     |     |     |     |     |     |     |     |     |     |     |     | 23  | 21  | Rit |     |     |     |     |     |     |      |      |      | 0     |
|      | Jac Constable    |     |     |     |     |     |     |     |     |     |     |     |     |     |     |     |     |     |     | NP  | NP  | NP  |     |     |     |      |      |      | 0     |
| Pos. | Pilota           | DON | DON | DON | BHI | BHI | BHI | OUL | OUL | OUL | KNO | KNO | KNO | THR | THR | THR | SIL | SIL | SIL | CRO | CRO | CRO | SNE | SNE | SNE | BHGP | BHGP | BHGP | Punti |

| Colore  | Risultato             |
| ------- | --------------------- |
| Oro     | Vincitore             |
| Argento | 2º posto              |
| Bronzo  | 3º posto              |
| Verde   | Finito a punti        |
| Blu     | Finito senza punti    |
| Viola   | Ritirato (Rit)        |
| Viola   | Non classificato (NC) |
| Rosso   | Non qualificato (NQ)  |
| Nero    | Squalificato (SQ)     |
| Bianco  | Non partito (NP)      |
| Bianco  | Non ha gareggiato     |
| Bianco  | Infortunato (INF)     |
| Bianco  | Escluso (ES)          |
| Bianco  | Gara cancellata (C)   |